# Louka (Vojníkov)
Louka (jako katastrální území označována Louka nad Otavou) je malá vesnice, část obce Vojníkov v okrese Písek v Jihočeském kraji. Leží asi osm kilometrů severně od Písku nad pravým břehem řeky Otavy. V roce 2011 zde trvale žilo 21 obyvatel.
Je zde několik statků, rybník, kaplička. K Louce náleží i chatová oblast v lokalitě Jistec na břehu Otavy. Prochází tudy jedna značená turistická trasa. Nedaleko od Louky je kromě Jistce také Držov a malá osada Spolí nacházející se směrem k obci Oslov.

## Historie
První písemná zmínka o vesnici pochází z roku 1323 (Luca).

## Obyvatelstvo
| Rok            | 1869 | 1880 | 1890 | 1900 | 1910 | 1921 | 1930 | 1950 | 1961 | 1970 | 1980 | 1991 | 2001 | 2011 | 2021 |
| -------------- | ---- | ---- | ---- | ---- | ---- | ---- | ---- | ---- | ---- | ---- | ---- | ---- | ---- | ---- | ---- |
| Počet obyvatel | 130  | 123  | 126  | 138  | 129  | 118  | 91   | 59   | 64   | 49   | 43   | 44   | 21   | 21   | 24   |
| Počet domů     | 13   | 13   | 14   | 14   | 13   | 13   | 12   | 17   | 16   | 12   | 12   | 16   | 20   | 22   | 21   |

## Obecní správa
Při sčítání lidu v letech 1850–1920 Louka byla osadou obce Tukleky v okrese Písek. V letech 1921–1959 byla samostatnou obcí v okrese Písek. V letech 1960–1987 byla částí obce Vrcovice v okrese Písek. Od 1. ledna 1988 do 23. listopadu 1990 byla částí obce Záhoří v okrese Písek. Od 24. listopadu 1990 je částí obce Vojníkov v okrese Písek.

## Pamětihodnosti
- Návesní kaple se zvoničkou [8]
- Kříž před kaplí

## Galerie

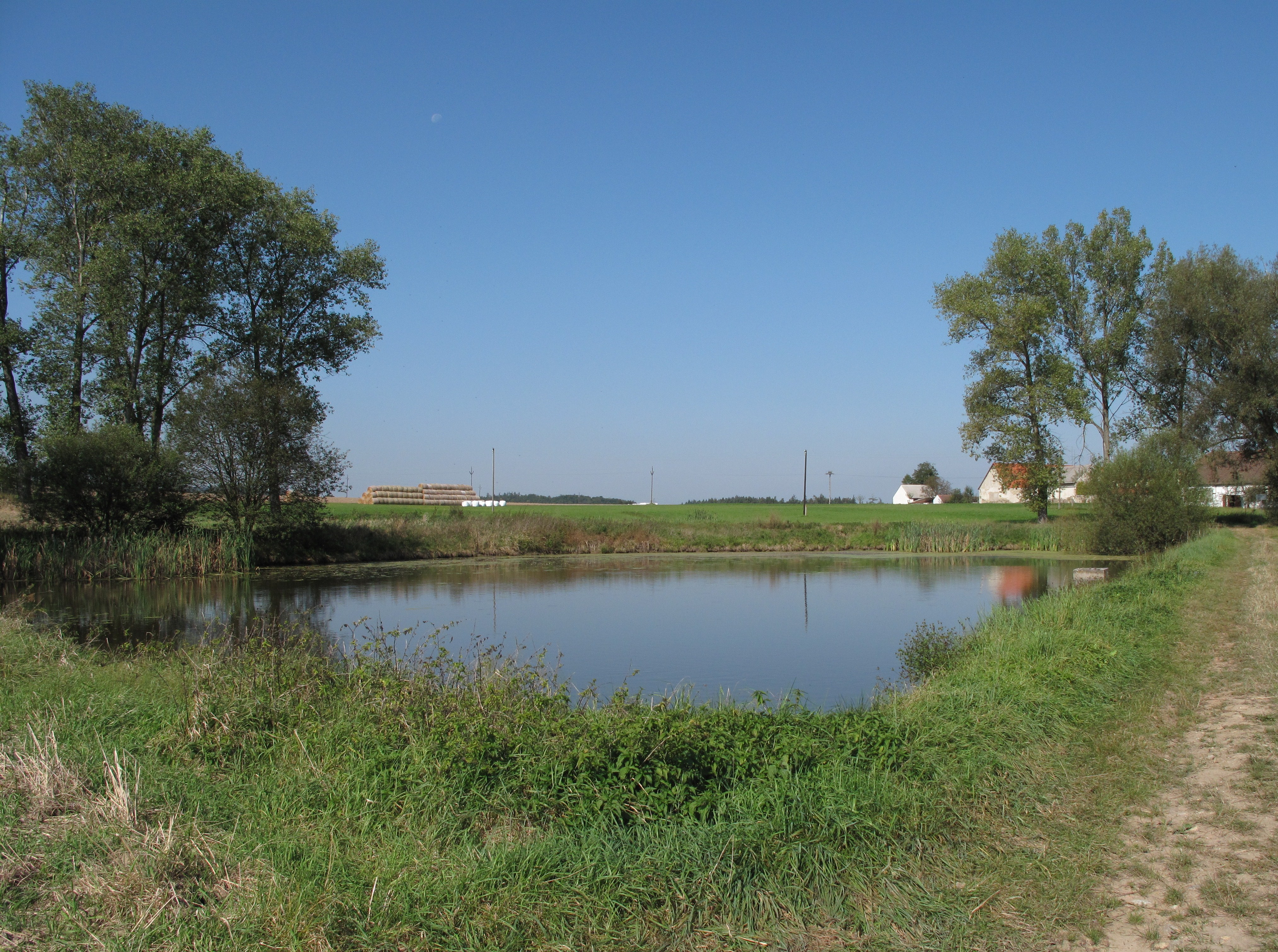
Rybník na jihu
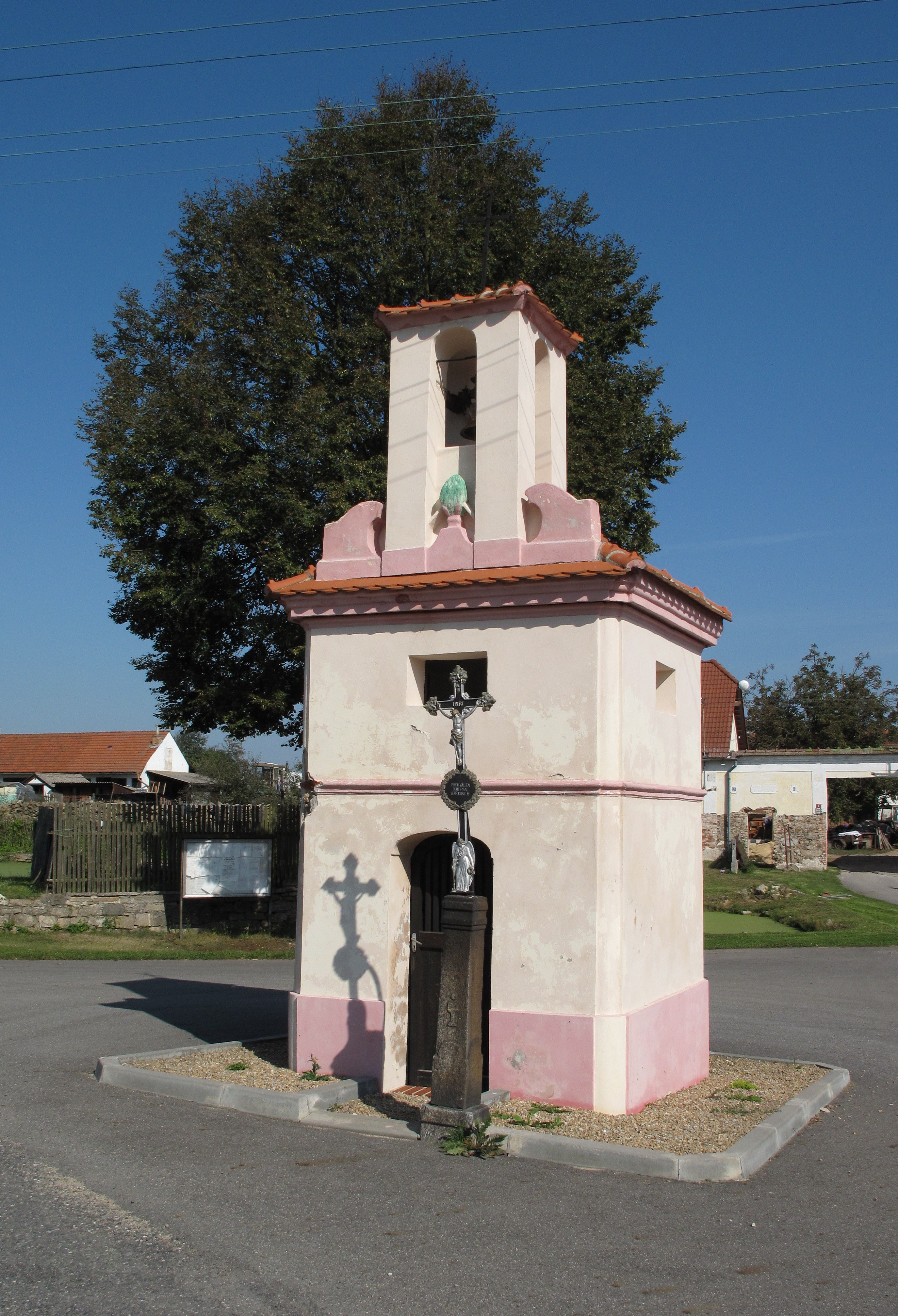
Návesní kaple
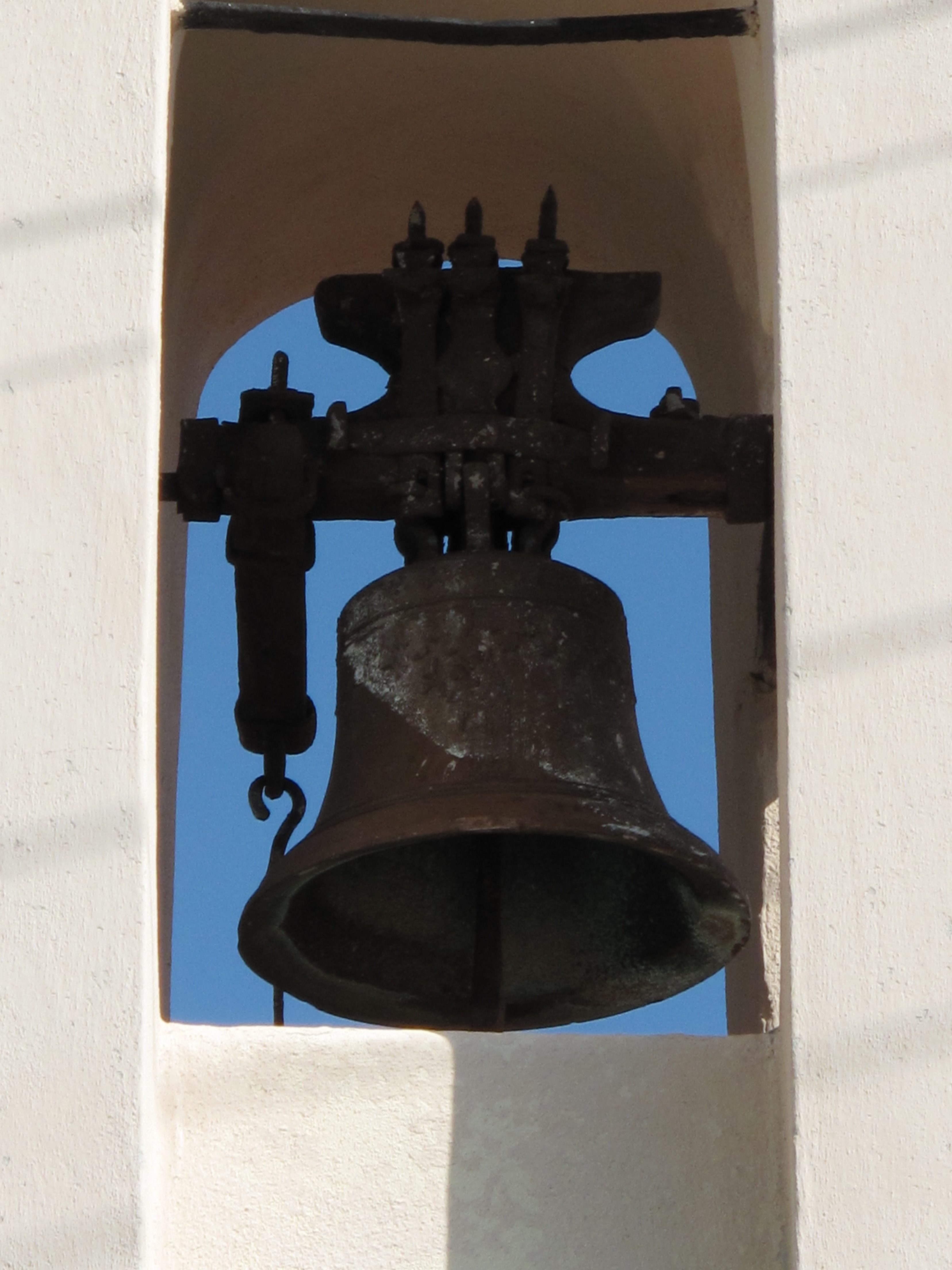
Detail zvonu
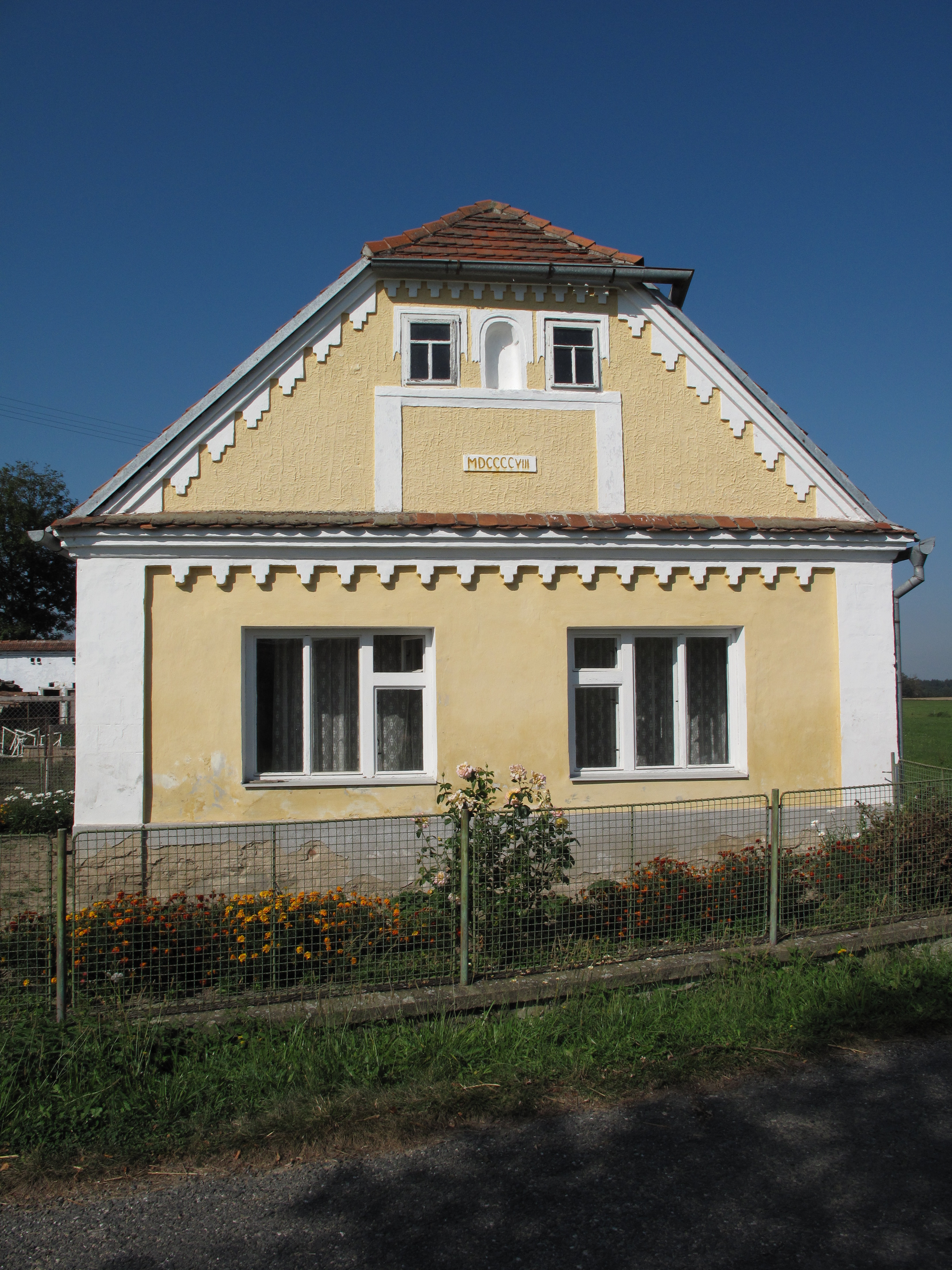
Stavení ve vesnici